# Разумков, Александр Васильевич
Алекса́ндр Васи́льевич Разумко́в (укр. Олександр Васильович Разумков; 17 апреля 1959 года, Бердичев, Житомирская область, Украинская ССР, СССР — 29 октября 1999 года, Киев, Украина) — советский и украинский политик, заместитель секретаря Совета национальной безопасности и обороны Украины (1997—1999).

## Биография
Александр Разумков родился 17 апреля 1959 года в Бердичеве. После окончания школы с золотой медалью попытался поступить на факультет международных отношений и права Киевского государственного университета, однако провалил вступительные экзамены. После этого устроился работать слесарем-инструментальщиком на бердичевском машиностроительном заводе «Комсомолец» (впоследствии — ОАО «Беверс»). Затем со второй попытки всё же поступил в университет.
Окончил университет в 1981 году, после чего работал в Днепропетровском областном комитете ЛКСМУ, затем в ЦК ЛКСМУ, где занимал должность заведующего идеологическим отделом (1985—1990). Был автором ряда инициатив, направленных на реформирование идеологической работы ЦК ЛКСМУ, в частности предполагавших расширение контактов с неформальными группами молодёжи.
В 1990—1994 годах заведовал секретариатом комиссии Верховной рады Украины по делам молодёжи.
В 1994—1995 годах был первым помощником президента Украины Леонида Кучмы, руководителем группы помощников и референтов президента. Инициировал приглашение на работу в Администрацию президента Владимира Литвина. 27 сентября 1995 года указом президента Украины № 888/95 Разумкову был присвоен первый ранг государственного служащего. Подал в отставку в конце декабря 1995 года из-за конфликта с главой Администрации президента Украины Дмитрием Табачником.
С 1995 по 1997 годы работал председателем совета экспертов неправительственной аналитической организации — Украинского центра экономических и политических исследований (в 2000 году последний получил его имя — Центр Разумкова). С 1997 года возглавил центр.
В феврале 1996 года вошёл в члены политисполкома и политсовета Народно-Демократической партии (НДП), лидером которой стал Анатолий Матвиенко.
С 1997 года А. Разумков занимал должность заместителя секретаря СНБО Украины, руководил украинской частью стратегической группы по вопросам российско-украинских отношений.
Умер 29 октября 1999 года в Киеве после тяжёлой неизлечимой болезни. Похоронен в Киеве на Байковом кладбище.

## Семья
Мать А. В. Разумкова, Людмила Ивановна Разумкова (1937—2021), проживала в Бердичеве.
Первая жена — народная артистка Украины, актриса Киевского национального театра русской драмы им. Леси Украинки Н. И. Кудря. В браке родился сын, Дмитрий, который в ходе президентских выборов на Украине в 2019 году руководил предвыборной кампанией В. А. Зеленского, а после ставший председателем Верховной рады Украины.
Гражданская супруга — журналистка, соучредитель и главный редактор еженедельника «Зеркало недели. Украина» Юлия Мостовая. В их семье в 1998 году родился сын, Глеб.

## Награды
- Отличие «Именное огнестрельное оружие» (22 августа 1998) — за весомый личный вклад в укрепление национальной безопасности Украины[8]

## Память
- В октябре 2000 года именем Александра Разумкова был назван Украинский центр экономических и политических исследований.
- В 2001 году в Бердичеве на стене возле центрального входа в Дом детского творчества (ныне Центр внешкольного образования имени Александра Разумкова) была открыта мемориальная доска в честь Разумкова.